# Apatoraptor
Apatoraptor pennatus
Genre
Espèce
Apatoraptor est un genre éteint de dinosaures théropodes de la famille des caenagnathidés, découvert dans la partie inférieure de la formation de Horseshoe Canyon datée du Campanien (Crétacé supérieur) en Alberta au Canada. 
Ce genre, de la famille des Caenagnathidae, est représenté par une espèce unique, Apatoraptor pennatus, décrite par Gregory F. Funston (d) et Philip J. Currie en 2016.

## Étymologie
Le nom de genre fait référence à la déesse grecque de la tromperie Apaté et au mot latin « raptor », « voleur », pour rappeler que l'identification de ce fossile a été délicate et a duré de nombreuses années. En effet, si le fossile a été découvert en 1993, son extraction de sa gangue sédimentaire n'a débuté qu'en 2002. Après avoir constaté que la crâne de l'animal était absent, son dégagement a été interrompu et il a été replâtré pour être protégé. Ce n'est qu'en 2008 que l'extraction reprend et qu'il s'avère alors qu'il s'agit d'un genre inconnu dont la description sera facilitée par la découverte en 2014 d'un autre nouveau genre de caenagnathidé basé lui sur un squelette quasi complet : Anzu.
Le nom d'espèce vient du mot latin « pennatus », « à plumes », indiquant que l'animal portait des pennes (plumes avec une « tige nue » à la base) sur son ulna (cubitus) et donc qu'il possédait des ailes.

## Description

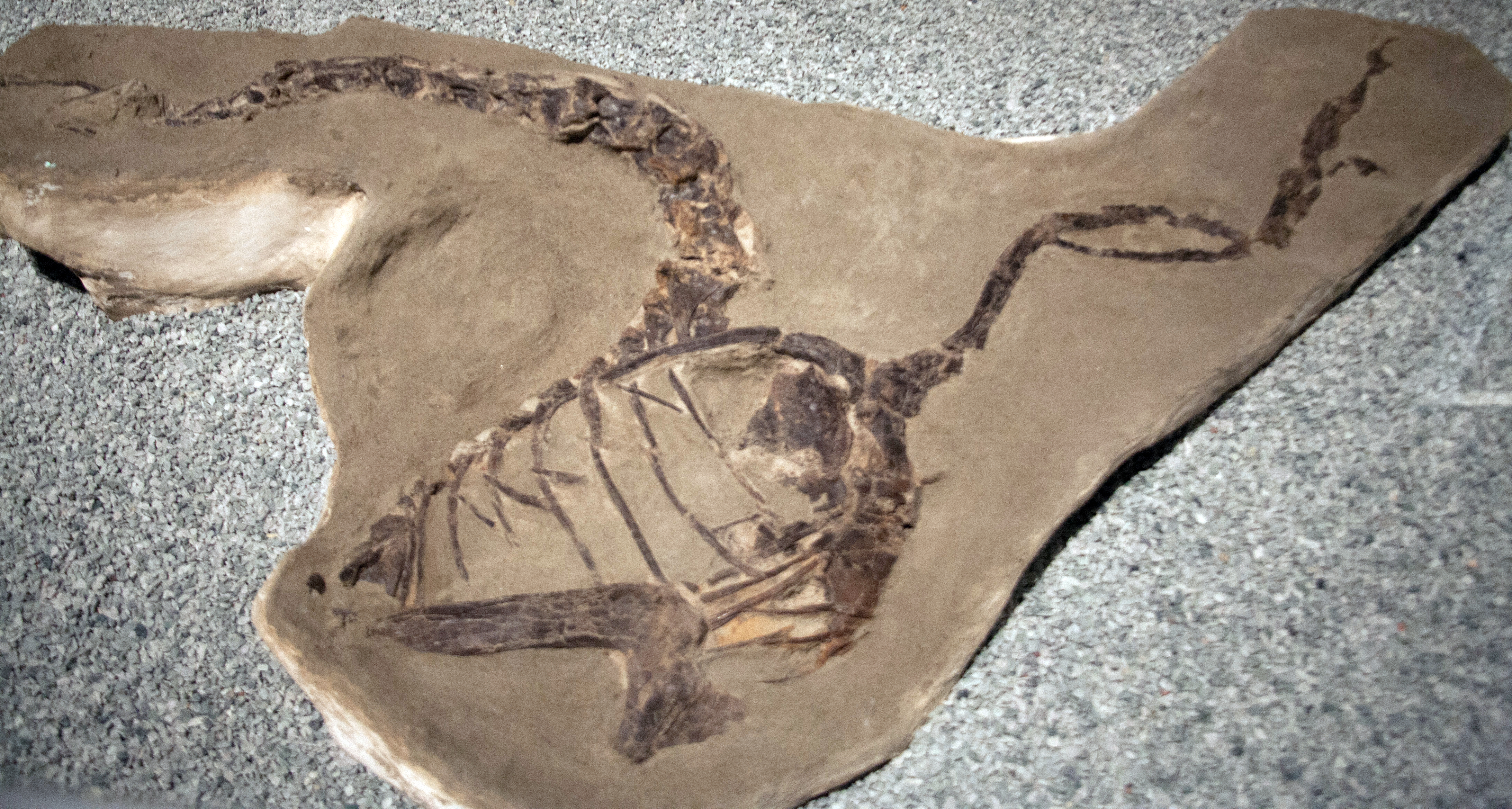
Fossile holotype d'Apatoraptor pennatus, musée royal Tyrrell de paléontologie.

L'holotype comprend principalement la mandibule la série complète des vertèbres du cou et du dos, les côtes, la ceinture scapulaire droite, le bras droit, le sternum, un ilion droit et une patte arrière droite. Le crâne n'a pas été retrouvé.
Sa longueur totale a été estimée à 2 mètres.

## Classification
Apatoraptor a été placé parmi les Caenagnathidae, comme le genre le plus évolué de cette famille en compagnie de son groupe frère Elmisaurus.